# Мамет, Лев Павлович
Лев Павлович (Пинхосович) Мамет (1899, Парчев, Седлецкая губерния — 1940) — советский историк-востоковед, этнограф, педагог.

## Биография
Родился в 1899 году в Парчеве в семье Нахмана-Пинхуса Абелевича Мамета (1867—?), казённого раввина Краснобруда (1891—1897) и Парчева (1897—1914), и Ривы Исааковны Мамет (?—1903). Участник Гражданской войны.
Работал в методическом отделе Общества историков-марксистов Коммунистической академии. Научные труды посвящены истории революционного движения в России, в частности деятельности группы «Освобождение труда» и петрашевцев. Автор переиздававшегося учебника по истории для заочных школ и методических разработок для преподавателей истории. В особенности, занимался вопросами преподавания истории в вечерних школах рабочей молодёжи и на рабфаках.
С конца 1920-х годов — профессор Коммунистического университета трудящихся Востока имени И. В. Сталина (КУТВ).
Участвовал в полемике с партийным работником П. Я. Гордиенко и писателем П. Г. Низовым по тематике национального самосознания в Ойротии. Весной 1928 года с группой студентов-практикантов посетил восточную Ойротскую автономную область для изучения бурханизма, национально-освободительного движения среди алтайцев в 1904—1905 годах и истории гражданской войны на Горном Алтае. Этим событиям посвящена вышедшая в 1930 году монография «Ойротия», подвергшаяся разгрому в периодической печати начала 1930-х годов и жёсткой партийной критике за приуменьшение роли классовой борьбы в национально-освободительном движении алтайцев и искажение русско-алтайских отношений. Так, автор статьи в газете «Правда» от 6 апреля 1931 года М. Тайшин обвинял Мамета в «рассмотрении национального вопроса как самостоятельной проблемы, находящейся вне проблематики классовой борьбы»; в том, что он «стал рупором буржуазно-националистических идей», «исказил картину партизанского движения в Сибири», «обратился к клеветническим источникам». Редакция журнала «Революция и национальности» назвала книгу «пасквилем на нашу национальную политику». Сам автор в письме в газету «Правда» за 24 апреля 1931 года признал, что допустил «грубейшие» ошибки, как-то: узкий «краеведческий» подход с искажением политической обстановки, смазывание классовых противоречий и классовой борьбы; не дал достаточного отпора местному национализму.
Несмотря на критику, продолжил исследовательскую работу по изучению истории колонизации коренного населения Сибири; так, в опубликованной в 1934 году работе «Колониальная политика царизма в Якутии в XVII—XIX веках» (сборник «100 лет якутской ссылки») отметил связь сибирского землеустройства со стремлением царского правительства сохранить помещичье землевладение в центре страны.
В результате травли был уволен из института и направлен в Алма-Ату, где до своего ареста работал учёным секретарём Казахского филиала Академии наук СССР (КазФАН) и возглавлял его историческую секцию. Работал (вместе с В. Ф. Шахматовым) над книгой «Восстание казахов под предводительством Исатай Тайманова в Букеевской [Внутренней] орде в 1836—1838 годах», которая осталась в рукописи. 28 марта 1938 года был арестован, 14 апреля 1940 года осуждён на 8 лет исправительно-трудовых лагерей и погиб в заключении. Реабилитирован посмертно в 1956 году.

## Семья
- Жена — Хая-Рахиль Гиршевна Эпштейн (1899—1933).
  - Сын — Владимир Мамет (1925—2002).
- Брат — Овсей Пинхусович (Павлович) Мамет (1903—1967), автор переиздававшегося «Краткого справочника конструктора-станкостроителя» (1961, 1964, 1968).
- Брат — Яков Павлович Мамет (1904—1938, репрессирован), был женат на библиофиле и коллекционере, москвоведе Ольге Владимировне Сваричевской-Мамет (1892—1986)[11], внучке героя Цусимского сражения Е. Р. Егорьева[12].
- Брат (по отцу, матери были родными сёстрами) — доктор технических наук Абель Пинхусович Мамет, учёный в области химических технологий в водоочистке и энергетике.

## Книги
- История. Заочная школа 2-й ступени для взрослых. В 9-х уроках. М.: Главполитпросвет, 1928; 2-е изд. — там же, 1929; 3-е изд. — там же, 1931.
- Группа «Освобождение труда». Всесоюзное общество политкаторжан и ссыльно-поселенцев. М.: Центральное издательство народов СССР, 1927. — 31 с.; 2-е изд. — там же, 1928.
- Методические очерки: Заметки с идеологического фронта. Общество историков-марксистов. Методич. секция. М.: Коммунистическая академия, 1928. — 64 с.
- Мамет Л. П., Полеес И. И. Советский Восток: сборник программ по истории, экономике и партстроительству в национальных республиках и областях / Коммунистический университет трудящихся Востока им. И. В. Сталина. Изд. 2-е, испр. и доп. — М.: Издательство Коммунистического университета трудящихся Востока им. И. В. Сталина, 1930. — 112 с.
- Ойротия: Очерк национально-освободительного движения и гражданской войны на Горном Алтае. Научно-исследовательская ассоциация по изучению национальных и колониальных проблем. М.: Наука и просвещение, 1930. — 159 с.; Горно-Алтайск: Ак-Чечек, 1994. — 184 с.